# Oră suplimentară
Orele extra-ordinare, suplimentare sau, pe scurt, ore extra, reprezintă acea cantitate de timp pe care un lucrător o desfășoară peste spațiul de timp numit zi de lucru (spațiu care înseamnă, în mod normal, o zi de lucru de opt ore). Același termen denumește, de asemenea, și plata primită în schimbul acestor ore suplimentare lucrate.

## Calculul de plată al orelor suplimentare
Plata orelor suplimentare lucrate este de o cotă proporțională mai mare decât plata care se face orelor ordinare ale unei zile legale de lucru, deoarece orele extra-ordinare sunt o extensie a timpului maxim pe care lucrătorul îl datorează angajatorului său, prin contractul individual de muncă, pe durata unei săptămâni de lucru. Dacă un lucrător câștigă 10 dolari pe oră și în țara sa, orele suplimentare sunt plătite cu o suplimentare de 50%, lucrătorul respectiv va fi plătit cu 15 dolari pentru fiecare oră suplimentară prestată, în loc de 10 dolari cât ii corespunde pentru "ora ordinară de lucru".
În unele state dintre statele Statelor Unite ale Americii se plătește cu 50 % în plus pentru fiecare oră-extra lucrată. În Japonia, se plătește cu 25% mai mult atunci când orele suplimentare sunt lucrate în cadrul de timp normal (diurn), si cu 50 % pentru orele suplimentare lucrate între 22 și 5 dimineața (nocturn).

## Vezi și
- Dreptul muncii
- Beneficiu în natură